# 2,5-二甲基-2,5-己二醇
2,5-二甲基-2,5-己二醇（英語：2,5-Dimethyl-2,5-hexanediol），分子式C8H18O2。

## 性质
从石油醚中析出的2,5-二甲基-2,5-己二醇为薄片状结晶，从乙酸乙酯中则析出棱晶。易燃。溶于水、乙醇、丙酮、氯仿、苯，不溶于煤油、四氯化碳。熔点92°C，沸点214°C。相对密度0.898（20°C）。

## 制备
由乙炔与丙酮在苯中进行加成，然后用盐酸酸化生成二醇，再加氢制备。

## 用途
用于生产香料、人造麝香、农药除虫菊酯、聚乙烯塑料交联剂和聚醚橡胶等。